# Friedrich G. Kürbisch
Friedrich G. Kürbisch (geboren am 26. Januar 1915 in Marburg an der Drau, Österreich-Ungarn; gestorben am 4. März 1985 in Graz) war ein österreichischer Bibliothekar und Literaturwissenschaftler.

## Leben
Friedrich G. Kürbisch studierte Literaturgeschichte und wurde promoviert. Er trat am 1. November 1934 der in der Republik Österreich verbotenen NSDAP bei. Während des Verbots war er Kreisgeschäftsführer der Partei in Graz. In der SA hatte er den Rang eines SA-Obertruppführers. 1937 wurde er Mitglied des NSDAP-Soldatenrings und auch Mitglied der SS. Nach dem Anschluss Österreichs beantragte er am 17. Mai 1938 die reguläre Aufnahme in die NSDAP und wurde rückwirkend zum 1. Mai desselben Jahres aufgenommen (Mitgliedsnummer 6.289.829). In der SS wurde er zum SS-Oberscharführer befördert, im November 1942 war er inzwischen SS-Obersturmführer. Ab November 1938 leistete Kürbisch als Offiziersanwärter Wehrdienst bei der Luftwaffe. Im Mai 1940 wurde er beim Frankreichfeldzug verwundet und war die nächste Zeit kriegsdienstuntauglich.
Kürbisch leitete von April 1941 bis Juni 1942 das Kulturamt der Gaustudentenführung Steiermark des Nationalsozialistischen Deutschen Studentenbunds (NSDStB). Ab Juli 1942 leitete er die Hauptabteilung I „Menschen-Einsatz“ und den Ansiedlungsstab Oberkrain beim Reichskommissar für die Festigung des deutschen Volkstums mit Sitz in Veldes. Ab Oktober 1942 wurde er dienstrechtlich von der Wehrmacht an die Berliner Stabskompanie der Waffen-SS bei der Volksdeutschen Mittelstelle überstellt. Er beteiligte sich als Hauptabteilungsleiter an führender Stelle an der Umvolkungs- und Vernichtungsplanung im CdZ-Gebiet Kärnten und Krain und an den Repressionsmaßnahmen gegen die widerständige slowenische Bevölkerung.
In der Nachkriegszeit verschwieg Kürbisch seine NS-Vergangenheit, wobei die praktische Durchführung der Entnazifizierung in Österreich ihm dieses leicht machte. Er fand Arbeit als Bibliothekar bei der Kammer für Arbeiter und Angestellte für die Steiermark und wurde Mitglied im SPÖ-nahen Bund sozialistischer Akademiker (BSA), was seine Karriere förderte und ihn vor Nachfragen schützte. Außerdem leitete er die Clearingstelle für Arbeiterbildung und Arbeiterdichtung der SPÖ-nahen Österreichischen Gesellschaft für Kulturpolitik.
Er sammelte Arbeiterdichtung und gab sie in Anthologien heraus. 1970 hielt er (neben Günter Wallraff) ein Grundsatzreferat auf der 1. Delegiertenkonferenz des Werkkreises Literatur der Arbeitswelt in Gelsenkirchen.
In späteren Jahren, als seine NS-Vergangenheit ruchbar wurde, soll Kürbisch sich zu seiner Schuld bekannt haben.

## Schriften (Auswahl)
- Chronik der sudetendeutschen Sozialdemokratie : 1863–1938. München : Die Brücke, 1982
- (Hrsg.): Anklage und Botschaft : die lyrische Aussage der Arbeiter seit 1900. Hannover : Dietz, 1969
- (Hrsg.): Geschrieben in Böhmen, in Mähren und in Schlesien : Beiträge zur Arbeiterkultur. Stuttgart : Seliger-Archiv, 1978
- Richard Klucsarits, Friedrich G. Kürbisch (Hrsg.): Arbeiterinnen kämpfen um ihr Recht. Autobiographische Texte (…) in Deutschland, Österreich und der Schweiz des 19. und 20. Jahrhunderts. 2. Auflage. Wuppertal : Peter Hammer, 1981
- (Hrsg.): Erkundungen in einem unbekannten Land : Sozialreportagen von 1945 bis heute. Bonn : Dietz, 1981
- (Hrsg.): Dieses Land schläft einen unruhigen Schlaf. Sozialreportagen 1918–45. Ein Lesebuch. Bonn : Dietz, 1981
- (Hrsg.): Der Arbeitsmann, er stirbt, verdirbt, wann steht er auf? : Sozialreportagen 1880 bis 1918. Bonn : Dietz, 1982
- (Hrsg.): Entlassen ins Nichts : Reportagen über Arbeitslosigkeit 1918 bis heute ; ein Lesebuch. Bonn : Dietz, 1983
- (Hrsg.): Wir lebten nie wie Kinder : ein Lesebuch. Bonn : Dietz, 1983